# Kreatiivmootor
Kreatiivmootor ist eine Alternative-Rock-Band aus Estland, die im Jahr 2003 gegründet wurde.

## Geschichte
Kreatiivmootor wurde 2003 in der estnischen Hauptstadt Tallinn gegründet und besteht aus Roomet Jakapi (Gesang), Allan Plekksepp (E-Gitarre, E-Bass), Harri Altroff (Tasteninstrument), Maria Lepik (Saxophon), Ingrid Aimla (Schlaginstrument), Kaur Garšnek (E-Gitarre), Madis Paalo (Schlagzeug) und Eerik Hanni (Programming). Die zentrale Persönlichkeit der Band ist der 1973 in Tartu geborene Sänger und Hochschullehrer der Universität Tartu Roomet Jakapi. Die Band gastiert in ganz Estland und den Nachbarländern, z. B. Russland, Deutschland und Polen. Die Gruppe spielt auf verschiedenen Festivals, darunter das Internationale Sergei-Kurjochin-Festival, Tallinn Music Week usw. Außerdem vertrat Kreatiivmootor Estland bei Odessa Pop Night.

## Diskografie
- 2006: Pillerkaar (Single)[5]
- 2007: Irratsionaalne (Album, Odessa Records)[6]
- 2008: Before You Think (EP zusammen mit Pastor Willardiga, Artishok Records)
- 2010: Kaleidoskoop (Album)[7]